# Balloon Race
Balloon Race is een voormalige attractie in het Belgische attractiepark Bobbejaanland. De attractie opende in 1986 en sloot in 1995. De attractie is gemaakt door de fabrikant Lutz.
Balloon Race was een attractie voor de hele familie waar je plaats moest nemen in luchtballonnen. In elke ballon konden vier mensen zitten.
Afbeeldingen